# Observatoire Zététique
Het Observatoire Zététique of OZ (Nederlands: Skeptisch Observatorium) is een Franse skeptische non-profitorganisatie opgericht in 2003 en gevestigd in Grenoble. Het is lid van de European Council of Skeptical Organisations (ECSO).

## Doel
Het OZ heeft zich ten doel gesteld om "de methoden en technieken van de zététique te bevorderen en verspreiden". Zététique definieert men als "een onderzoeksmethode gebaseerd op twijfel en de verificatie van informatie", internationaal beter bekend onder de term wetenschappelijk skepticisme). Het OZ houdt zich bezig met:
- onderzoeken uitvoeren naar het paranormale,
- experimenten opzetten om het bestaan van vermeende paranormale fenomenen te evalueren,
- de publicatie van testresultaten,
- documentatie leveren, conferenties organiseren en exposés schrijven over terugkerende thema's betreffende het bovennatuurlijke,
- fenomenen die "onmogelijk" zijn bestempeld reproduceren.

Het Observatoire Zététique bevestigt dat het een respectvolle aanpak hanteert ten aanzien van de vrijheid om in opvattingen over het paranormale te geloven, om dogmatisme vermijden en zich alleen uit te spreken over de geldigheid van het bewijsmateriaal en de argumentatie.

## Activiteiten
Het OZ bestudeert mechanismen van desinformatie op het internet.
Het OZ publiceert zijn onderzoeken en dossiers online, en produceert een maandelijkse nieuwsbrief, de POZ (Publication de l'Observatoire Zététique).
Met betrekking to de "affaire van Trans-en-Provence", een incident uit 1981 waarbij een ufo naar verluidt fysiek bewijs zou hebben achtergelaten in de buurt van het stadje Trans-en-Provence, heeft het Observatoire uitgebreid speurwerk gedaan.
Op 20 en 21 september 2008 organiseerde het Observatoire Zététique het ECSO-symposium in Grenoble.

## Receptie
Vincent Brunner van tijdschrift Les Inrocks oordeelde dat "Over onderwerpen die ware springplanken naar fantasieën zijn (...), [bieden] de skeptici van het Observatoire Zététique een terugkerend en waardevol weerwoord (...): zij weten hoe de zaken op de juiste plek moeten worden gezet."